# Uhlsport
Uhlsport è un'azienda multinazionale fondata nel 1948 in Germania attiva nella produzione di abbigliamento sportivo. È nota soprattutto per la produzione di materiale destinato ai portieri di calcio.
In materia di fornitura tecnica per team calcistici sponsorizza squadre come: CSKA Sofia, Levski Sofia, UTA Arad, Sepahan, Persepolis e molte altre. Inoltre, Uhlsport ha fornito giocatori professionisti come Walter Zenga, Mark Schwarzer, Łukasz Fabiański, Francesco Toldo, Mehdi Mahdavikia, Carlo Cudicini, Grégory Coupet, Faryd Mondragón, Giuseppe Giannini e Pavel Nedvěd. Nei primi anni 80 divenne famosa per aver  fornito i guanti a Dino Zoff, vincitore del Campionato del mondo del 1982.